# Евангелие Хитрово
Евангелие Хитрово́ — рукописное Евангелие-Апракос конца XIV века. Получило название от своего владельца — боярина Богдана Хитрово, который получил рукопись в дар от царя Фёдора Алексеевича. Рукопись была украшена драгоценным окладом и передана им в дар Троице-Сергиевой лавре, где она хранилась в алтаре до 1920 года. В настоящее время Евангелие Хитрово находится в собрании Российской государственной библиотеки.
Евангелие имеет богатый декор (заставки, инициалы, миниатюры и символы евангелистов). Происхождение рукописи относят к московской школе Феофана Грека, а авторство ряда миниатюр приписывают его ученику — Андрею Рублёву. В 1997 году ЮНЕСКО внесло Евангелие Хитрово в международный реестр «Память мира».

## Миниатюры рукописи
Евангелие украшено миниатюрами с изображением евангелистов и их символов (изображение на отдельных листах символов евангелистов является первым примером в русской книжной миниатюре). В миниатюрах Евангелия Хитрово смешаны три живописных стиля: нововизантийский, балканский и тератологический.
Миниатюры рукописи, по мнению ряда специалистов, выполнены Андреем Рублёвым и художниками его школы. Однако академик В. Н. Лазарев приписывает авторство двух миниатюр (евангелист Иоанн Богослов и эмблема евангелиста Матфея) Феофану Греку и считает, что рукопись происходит из его мастерской. Остальные миниатюры, на его взгляд, выполнены рукой менее опытного мастера. Характеризуя их, Лазарев пишет:

Здесь, в отличие от строгого Иоанна, лица носят более открытый и добродушный характер, в них явно проступают русские черты (особенно в Матфее). Мотивы палеологовской архитектуры использованы не очень удачно, утяжелены и друг с другом нескоординированы. Все указывает в этих миниатюрах на руку еще не вполне сложившегося русского мастера, пытающегося овладеть всеми тонкостями палеологовской живописи. Весьма соблазнительно отождествить этого мастера с молодым Рублевым, обучавшимся в мастерской Феофана.

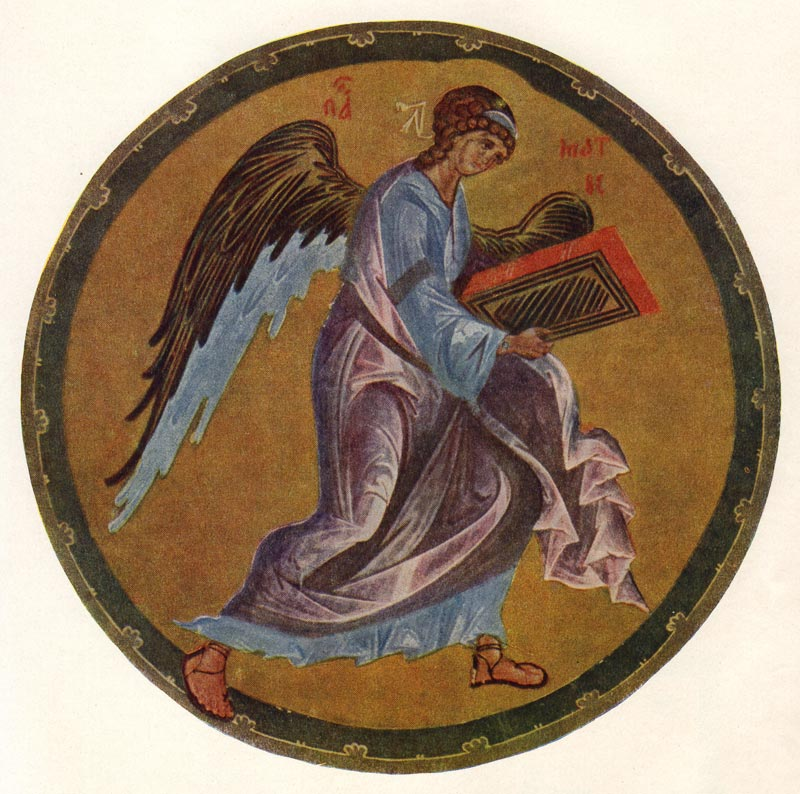
«Ангел Рублёва»

Искусствовед М. В. Алпатов напротив приписывает создание ангела (символ евангелиста Матфея) Андрею Рублёву и высоко оценивает эту миниатюру, за которой закрепилось название «Ангел Рублёва»:

В этом светлом видении юношеской чистоты ярко проявилась неповторимость художественного дара Рублёва. Снова, как в иконе «Преображение», мотив круга имеет определяющее композиционное значение. Мастер превосходно решил трудную задачу — он так замкнул крылатого кудрявого юношу круглым обрамлением, что оно придает широко шагающей и парящей фигуре спокойствие и завершенность.

## Заставки и инициалы

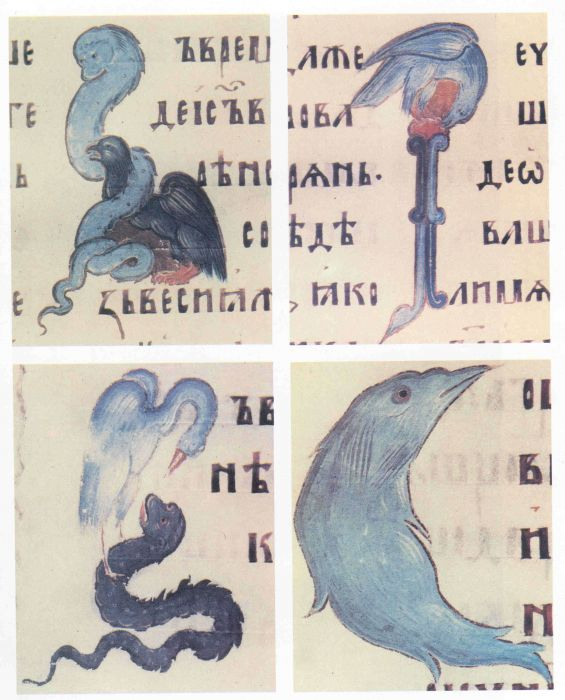
Инициалы

Евангелие Хитрово содержит пять больших заставок (четыре нововизантийских и одну балканскую). Заставки в нововизантийском стиле выполнены в форме прямоугольных рамок с различными комбинациями квадратов и кругов. Они заполнены бутонами стилизованных цветов и листьев. Балканская заставка украшена ременными плетёнками в виде решёток и кругов. Фон заставок нарисован золотом, геометрические фигуры голубые, а цветы и листья — синие и зелёные.
Инициалы Евангелия Хитрово выполнены в виде изображений различных животных (например, фантастические морские звери, цапля, змея). Они появились в рукописи под влиянием балканского и неовизантийского орнаментов. Инициалы украшают каждую страницу Евангелия и имеют разнообразные орнаментальные решения. Ряд инициалов совпадают с инициалами «Евангелия Кошки», созданного около 1392 года, что позволяет сделать вывод о том, что обе рукописи происходят из одной и той же мастерской.